# قسم می‌خورم (فیلم ۱۹۴۰)
قسم می‌خورم (انگلیسی: I Take This Oath) فیلمی در ژانر جنایی و درام به کارگردانی سام نیوفیلد است که در سال ۱۹۴۰ منتشر شد.